# Smerinthus nigrescens
Smerinthus nigrescens är en fjärilsart som beskrevs av Clark 1919. Smerinthus nigrescens ingår i släktet Smerinthus och familjen svärmare. Inga underarter finns listade i Catalogue of Life.